# Angelo Rizzoli
Angelo Rizzoli est un producteur de cinéma et un éditeur italien, né le 31 octobre 1889 à Milan, ville où il est mort le 24 septembre 1970.

## Biographie
Angelo Rizzoli est notamment le fondateur des Éditions Rizzoli et des maisons de production Cineriz et Rizzoli Film

## Filmographie
- 1934 : La Dame de tout le monde
- 1940 : Rose scarlatte
- 1949 : Yvonne la Nuit
- 1950 : Les Onze Fioretti de François d'Assise
- 1952 : Umberto D.
- 1952 : Le Petit Monde de don Camillo
- 1952 : Une femme pour une nuit
- 1952 : Les Belles de nuit
- 1952 : Wir tanzen auf dem Regenbogen
- 1953 : Puccini
- 1953 : Lucrèce Borgia
- 1953 : Plus fort que le diable
- 1953 : Marquée par le destin
- 1954 : Rapt à Venise
- 1954 : Pitié pour celle qui tombe
- 1954 : L'amour viendra
- 1954 : La Comtesse aux pieds nus
- 1954 : Madame du Barry
- 1954 : Prima di sera de Piero Tellini
- 1954 : Les Deux Orphelines
- 1954 : Madame Butterfly
- 1955 : Napoléon
- 1955 : Le Dossier noir
- 1955 : La Grande Bagarre de don Camillo
- 1956 : Marie-Antoinette reine de France
- 1960 : La dolce vita
- 1961 : Don Camillo Monseigneur
- 1961 : Tout l'or du monde
- 1962 : Dal sabato al lunedì
- 1963 : Huit et demi
- 1963 : Rogopag
- 1964 : Le Désert rouge
- 1965 : Juliette des esprits
- 1966 : Africa addio
- 1966 : L'Incompris (Incompreso)
- 1967 : Quando dico che ti amo
- 1968 : La moglie giapponese
- 1968 : Les Russes ne boiront pas de Coca-Cola de Luigi Comencini
- 1968 : Mal d'Africa
- 1968 : Serafino ou L'amour aux champs
- 1969 : Senza sapere niente di lei de Luigi Comencini
- 1970 : On ne greffe pas que les cœurs...